# Kanton Saint-Florent-le-Vieil
Der Kanton Saint-Florent-le-Vieil war von 1790 bis 2015 ein französischer Wahlkreis im Arrondissement Cholet, im Département Maine-et-Loire und in der Region Pays de la Loire; sein Hauptort war Saint-Florent-le-Vieil. Mit Wirkung im Jahre 2015 wurde der Kanton aufgelöst und seine Gemeinden in den neuen Kanton La Pommeraye überführt.
Der Kanton umfasste Wahlberechtigte aus folgenden elf Gemeinden:
| Gemeinde                   | Einwohner Jahr | Fläche km² | Bevölkerungsdichte | Code INSEE | Postleitzahl |
| -------------------------- | -------------- | ---------- | ------------------ | ---------- | ------------ |
| Beausse                    | 395 (2013)     | –          | – Einw./km²        | 49024      | 49410        |
| Botz-en-Mauges             | 818 (2013)     | –          | – Einw./km²        | 49034      | 49110        |
| Bourgneuf-en-Mauges        | 680 (2013)     | –          | – Einw./km²        | 49039      | 49290        |
| La Chapelle-Saint-Florent  | 1364 (2013)    | –          | – Einw./km²        | 49075      | 49410        |
| Le Marillais               | 1130 (2013)    | –          | – Einw./km²        | 49190      | 49410        |
| Le Mesnil-en-Vallée        | 1468 (2013)    | –          | – Einw./km²        | 49204      | 49410        |
| Montjean-sur-Loire         | 3115 (2013)    | –          | – Einw./km²        | 49212      | 49570        |
| La Pommeraye               | 4000 (2013)    | –          | – Einw./km²        | 49244      | 49620        |
| Saint-Florent-le-Vieil     | 2809 (2013)    | –          | – Einw./km²        | 49276      | 49410        |
| Saint-Laurent-de-la-Plaine | 1710 (2013)    | –          | – Einw./km²        | 49295      | 49290        |
| Saint-Laurent-du-Mottay    | 761 (2013)     | –          | – Einw./km²        | 49297      | 49410        |